# آریه شارون
آریه شارون (عبری: אריה שרון‎؛ ۲۸ مهٔ ۱۹۰۰ – ۲۴ ژوئیهٔ ۱۹۸۴) یک معمار اهل اسرائیل بود.
وی همچنین برنده جوایزی همچون جایزه اسرائیل شده است و به عنوان یکی از معماران مشهور سبک بین‌المللی شناخته می‌شود.